# Purificación (ort i Colombia)
Purificación är en ort i Colombia.   Den ligger i departementet Tolima, i den centrala delen av landet, 130 km sydväst om huvudstaden Bogotá. Purificación ligger 305 meter över havet och antalet invånare är 10 846.
Terrängen runt Purificación är platt åt nordväst, men åt sydost är den kuperad. Runt Purificación är det ganska tätbefolkat, med 67 invånare per kvadratkilometer. Närmaste större samhälle är Guamo, 19,6 km norr om Purificación. Omgivningarna runt Purificación är huvudsakligen savann.